# کانکوردیا، جزایر ورجن ایالت‌های متحده آمریکا
کانکوردیا (به انگلیسی: Concordia) یک منطقهٔ مسکونی در ایالات متحده آمریکا است که در جزایر ویرجین ایالات متحده آمریکا واقع شده‌است.